# 岡山路
岡山路（Gangshan Rd.）為高雄市岡山區南北向的重要幹道，起端於路竹區中山南路、民治路與岡山區本洲五街的交界口，末端續接橋頭區成功北路。本道路由北至南分岡山北路、岡山路及岡山南路，屬於台1線縱貫公路（部分路段因台鐵岡山車站遷移，台1線省道改行站前之中山北路、中山南路；其中由成功路銜接至壽天路口之路段為今台19甲線）。是岡山來往路竹、橋頭、楠梓及高雄市區的重要道路。

## 行經行政區域
- 岡山區

## 分段
岡山路共分成三個部分：
- 岡山北路：北起民治路、本洲五街口接路竹區中山南路，南於岡山橋接岡山路，屬台1線。
- 岡山路：北於岡山橋接岡山北路，南於阿公店橋與介壽路口接岡山南路。岡山橋至中山北路口屬台1線，成功路至壽天路口屬台19甲線。
- 岡山南路：北於介壽路口接岡山路，南止於岡山、橋頭區交界續接成功北路。中山南路口至續接成功北路屬台1線。

## 沿線設施
（由北而南）
- 岡山北路
  - 台灣中油北嶺加油站
  - 台灣自來水公司第七區管理處大崗山給水廠
  - 岡山本洲工業區
  - 捷運本洲產業園區站（岡山路竹延伸線）
  - 台糖加油站岡北站
  - 岡山橋
- 岡山路
  - 岡山農工
  - 捷運岡山農工站（岡山路竹延伸線）
  - TOYOTA岡山營業所/維修廠
  - 車之輪汽車百貨岡山門市
  - 台灣中油岡山北路加油站
  - 峰田醫院（秀傳護理之家）
  - 中山北路、成功路
  - 台灣自來水公司第七區管理處岡山服務所
  - 高雄客運岡山站
  - 岡山區公所 （页面存档备份，存于）
  - 高雄市政府警察局岡山分局
  - 岡山教會
  - 岡山區農會
  - 劉嘉修醫院
  - 劉光雄醫院
  - 台灣中小企業銀行岡山分行
  - 華南銀行岡山分行
  - 彰化銀行岡山分行
  - 土地銀行岡山分行
  - 第一銀行岡山分行
  - 岡山郵局
  - 內政部移民署高雄市第二服務站
  - 岡山眷村大樓
  - 花旗銀行岡山分行
  - 安祥皮膚科診所
  - 劉俊鴻疹所
  - 新廣吉訂婚喜餅
  - 岡山內科診所
  - 南國有線電視公司
  - HYUNDAI南陽實業岡山維修中心
  - 佛心中醫診所
  - 惠川醫院
  - 阿公店橋
  - 介壽路、介壽陸橋
- 岡山南路
  - 介壽路、介壽陸橋
  - 台灣橋頭地方法院岡山簡易庭
  - 高雄市政府文化局岡山文化中心
  - 台灣中油加油站岡山站
  - 劉厝公園
  - 中山南路
  - 捷運南岡山站

## 公車資訊
- 岡山北路
  - 高雄客運
    - 8041C 鳳山－澄清湖－岡山－茄萣站
    - 8046A 高鐵左營站－文藻外語大學－岡山－路竹－嘉南藥理大學－台南火車站
    - 8046B 高鐵左營站－岡山－路竹－嘉南藥理大學－台南火車站
    - 紅67A 捷運岡山高醫站－捷運岡山車站－高雄科學園區
    - 紅67B 捷運岡山高醫站－捷運岡山車站－順安宮
    - 紅69 捷運岡山高醫站－捷運岡山車站－岡山高中

  - 港都客運
    - 紅70A 捷運岡山高醫站－捷運岡山車站－田寮區公所
    - 紅70B 捷運岡山高醫站－捷運岡山車站－田寮區公所－隆后宮
    - 紅71A、B 捷運岡山高醫站－捷運岡山車站－茄萣區公所
    - 紅73 捷運岡山高醫站－捷運岡山車站－阿蓮區公所

- 岡山路
  - 高雄客運
    - 8008 臺鐵岡山車站（捷運岡山車站）－澄清湖－建國站
    - 8012 捷運岡山高醫站－旗山北站
    - 8015 臺鐵岡山車站（捷運岡山車站）－海青工商
    - 8017 台鐵新左營站－赤崁－臺鐵岡山車站（捷運岡山車站）
    - 8020 捷運岡山高醫站－義大醫院
    - 8041C 鳳山－澄清湖－岡山－茄萣站
    - 8046A 高鐵左營站－文藻外語大學－岡山－路竹－嘉南藥理大學－台南火車站
    - 8046B 高鐵左營站－岡山－路竹－嘉南藥理大學－台南火車站
    - 8049 崗山頭－岡山－楠梓－澄清湖－鳳山
    - 紅67A 捷運岡山高醫站－臺鐵岡山車站（捷運岡山車站）－高雄科學園區
    - 紅67B 捷運岡山高醫站－臺鐵岡山車站（捷運岡山車站）－順安宮
    - 紅68A 捷運岡山高醫站－田寮（假日延駛石頭廟）
    - 紅69A 捷運岡山高醫站－臺鐵岡山車站（捷運岡山車站）－岡山高中
    - 紅78 捷運岡山高醫站－南寮
    - 紅79 臺鐵岡山車站（捷運岡山車站）－塭仔邊

  - 港都客運
    - 紅70A 捷運岡山高醫站－臺鐵岡山車站（捷運岡山車站）－田寮區公所
    - 紅70B 捷運岡山高醫站－臺鐵岡山車站（捷運岡山車站）－田寮區公所－隆后宮
    - 紅71A、B 捷運岡山高醫站－臺鐵岡山車站（捷運岡山車站）－茄萣區公所
    - 紅73 捷運岡山高醫站－阿蓮區公所

  - 義大客運
    - 8506 義大世界－臺鐵岡山車站（捷運岡山車站）

- 岡山南路
  - 高雄客運
    - 8015 捷運岡山車站－海青工商
    - 8017 台鐵新左營站－赤崁－捷運岡山車站
    - 8041C 鳳山－澄清湖－岡山－茄萣站
    - 8046A 高鐵左營站－文藻外語大學－岡山－路竹－嘉南藥理大學－台南火車站
    - 8046B 高鐵左營站－岡山－路竹－嘉南藥理大學－台南火車站
    - 8049 崗山頭－岡山－楠梓－澄清湖－鳳山

  - 港都客運
    - 紅70A 捷運岡山高醫站－臺鐵岡山車站（捷運岡山車站）－田寮區公所
    - 紅70B 捷運岡山高醫站－臺鐵岡山車站（捷運岡山車站）－田寮區公所－隆后宮
    - 紅71A、B 運岡山高醫站－臺鐵岡山車站（捷運岡山車站）－茄萣區公所
    - 紅71C 加昌站－捷運岡山高醫站
    - 紅73 捷運岡山高醫站－阿蓮區公所

  - 義大客運
    - 8506 義大世界－臺鐵岡山車站（捷運岡山車站）

## 公共自行車
- 高雄市公共自行車租賃系統：
  - 河華岡山路口南側：岡山路586號旁
  - 岡山長老教會：岡山路436號
  - 岡山平面停車場：岡山路232號
  - 勵志新城(岡山路側)：岡山路105號旁
  - 岡山文化中心停車場：岡山南路/介壽東路口(東南側人行道)